# 키아모두스
키아모두스(Cyamodus)는 독일에서 그 화석이 발견된 판치류이다. 1863년에 크리스티안 에리히 헤르만 폰 마이어가 학명을 명명했으며, 이후 화석들이 트라이아스기 아니시아절 및 라디니아절의 것임이 밝혀졌다. 몸길이는 1.3 미터(4 피트) 정도였다.

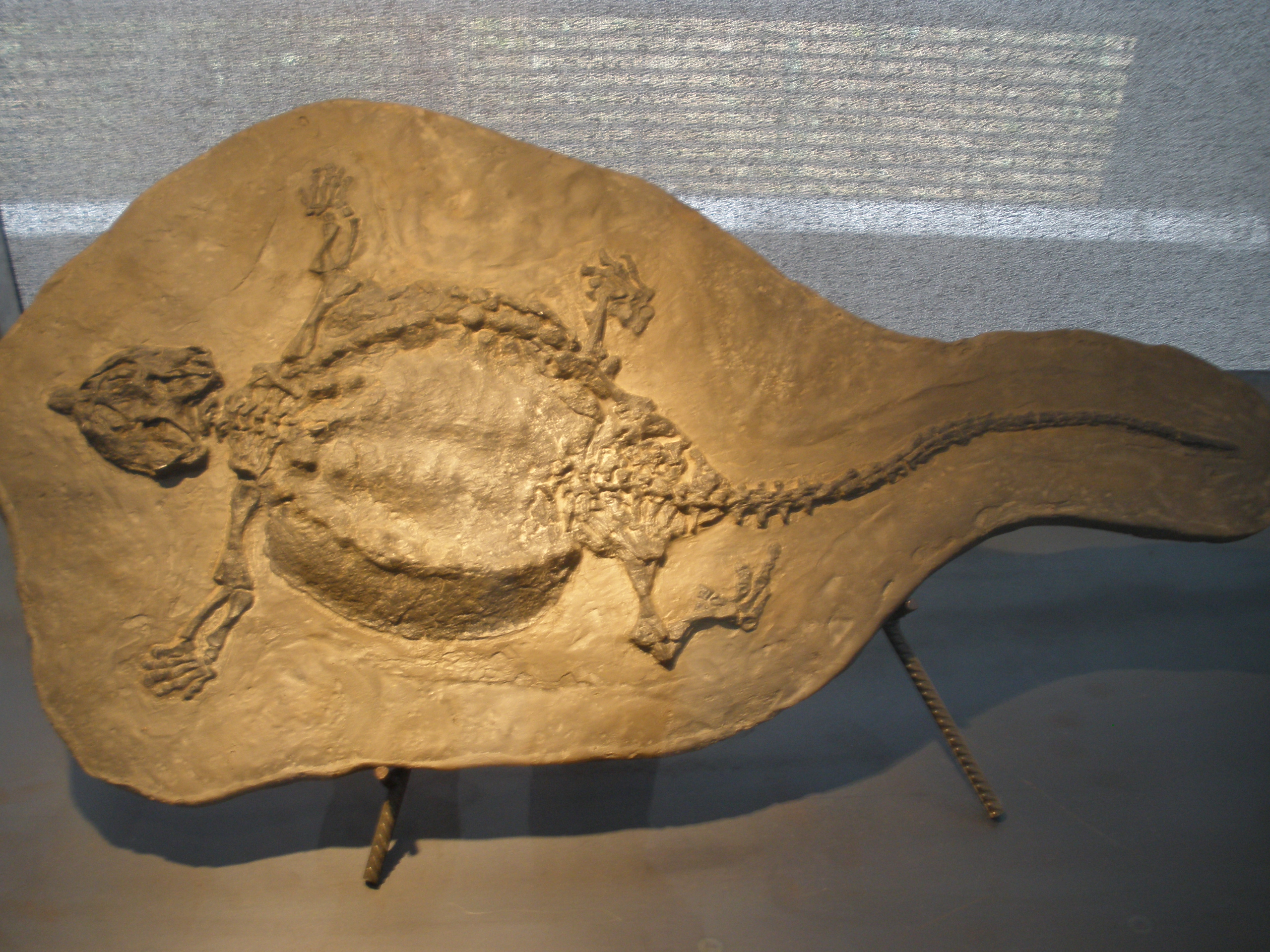